# Ivanceanî, Zbaraj
Ivanceanî (în ucraineană Іванчани) este localitatea de reședință a comunei Ivanceanî din raionul Zbaraj, regiunea Ternopil, Ucraina.

## Demografie
Componența lingvistică a localității Ivanceanî
     Ucraineană (98,71%)
     Rusă (1,01%)
     Alte limbi (0,28%)
Conform recensământului din 2001, majoritatea populației localității Ivanceanî era vorbitoare de ucraineană (98,71%), existând în minoritate și vorbitori de rusă (1,01%).